# 蓝头鸦
蓝头鸦（学名：Gymnorhinus cyanocephalus，又名：Pinyon Jay），是鸦科蓝头鸦属的一种，为墨西哥、加拿大和美国的特有种。全球活动范围约为1,280,000平方千米。该物种的保护状况被评为易危。
蓝头鸦的平均体重约为105.0克。栖息地包括乡村花园、亚热带或热带的高海拔疏灌丛、亚热带或热带的湿润山地林和亚热带或热带的（低地）干燥疏灌丛。